# Bahnhöfe in Coburg
In Coburg gibt es zwei Personenbahnhöfe, drei Haltepunkte und einen Güterbahnhof.

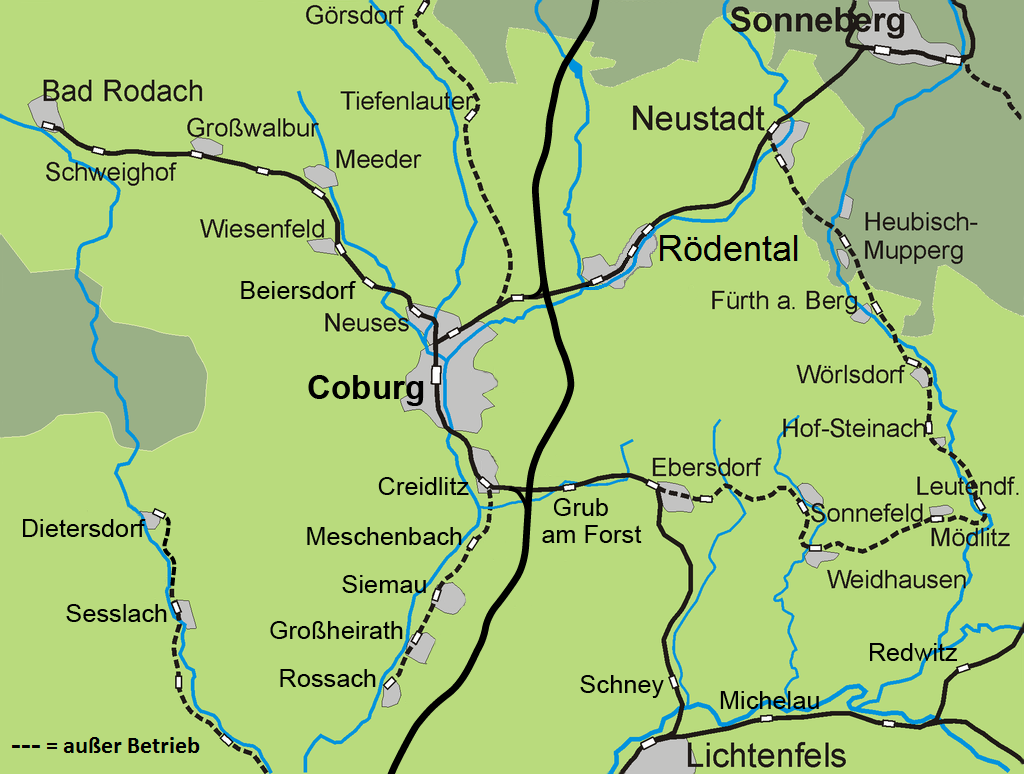
Bahnstrecken nach Coburg

## Bahnhof Coburg

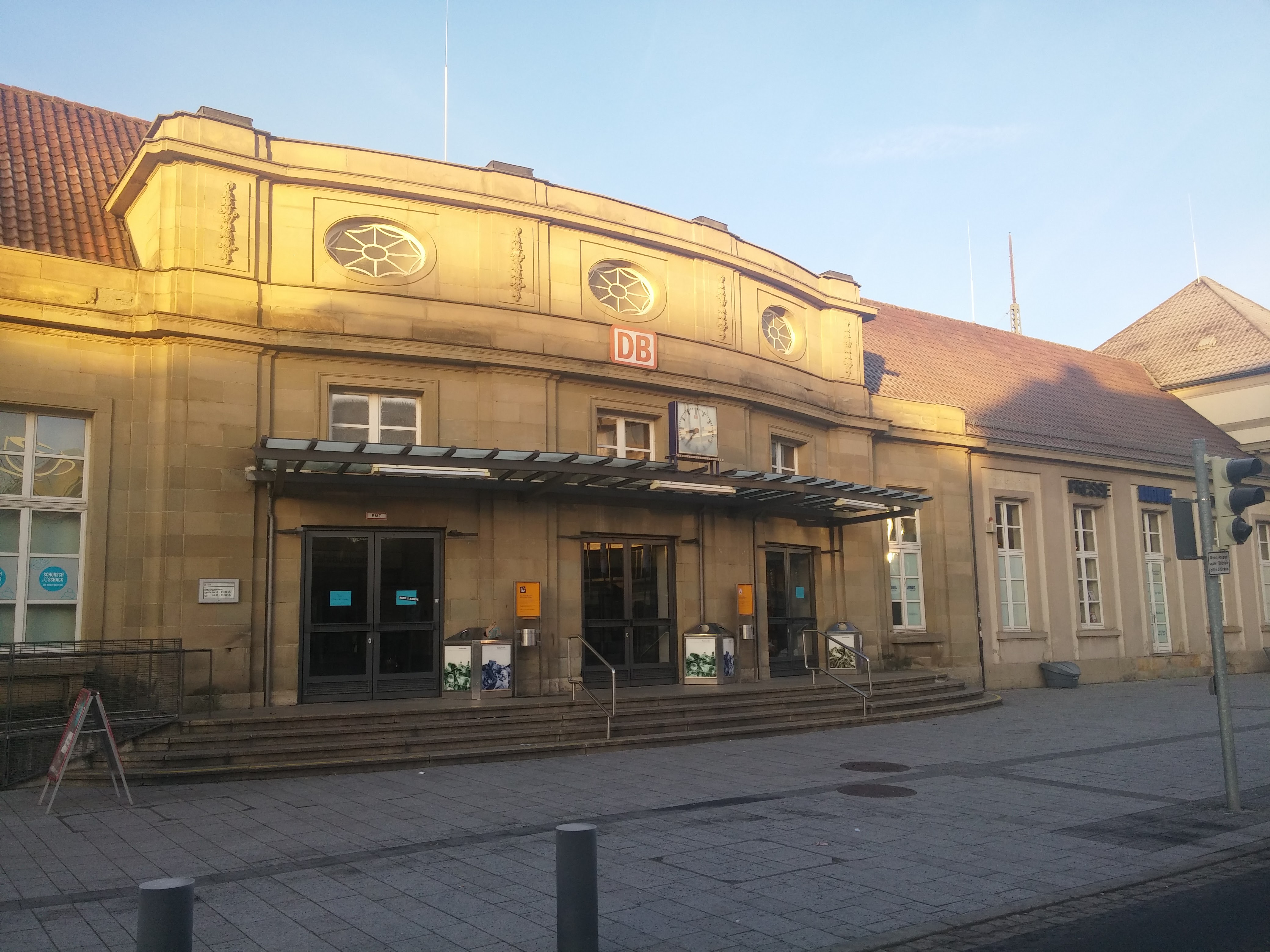
Bahnhof Coburg (Dez 2016). Blick vom Bahnhofsplatz

Der Bahnhof Coburg ist die wichtigste Station für die Stadt Coburg und das Umland. Hier beginnen die Bahnstrecken nach Bad Rodach, nach Ernstthal am Rennsteig über Sonneberg und nach Lichtenfels. Seit Dezember 2017 halten auch einzelne ICE-Züge der Schnellfahrstrecke Nürnberg–Erfurt.
Der Bahnhof hat fünf Gleise, ein Service-Center und mehrere Geschäfte im Empfangsgebäude. Am Bahnhof halten alle Buslinien des Omnibusverkehr Franken und auch die meisten Coburger Stadtbuslinien (SÜC). Im Herbst 2007 war Baubeginn des Zentralen Omnibusbahnhofes (ZOB) mit zwölf Halteplätzen sowie drei Warteplätzen. Die Fertigstellung war für Ende 2008 vorgesehen, hat sich aber bis Ende August 2009 verzögert. Der ZOB soll die drei Nahverkehrsprodukte Bahn, Stadtbus und Regionalbus miteinander verknüpfen und so den Nahverkehr in Coburg attraktiver machen.

## Bahnhof Creidlitz

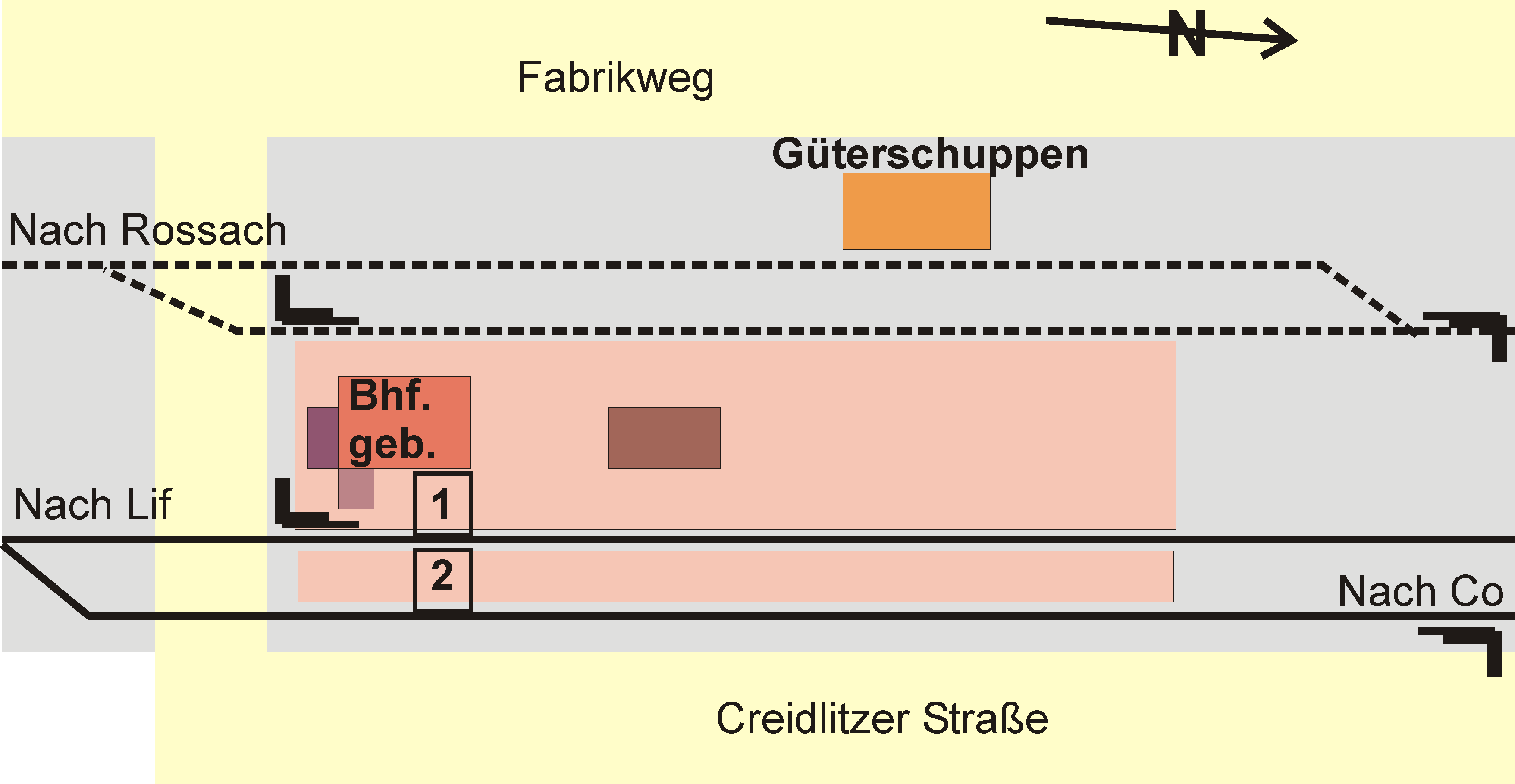
Bahnhof Creidlitz, Gleisplanschema (2004)

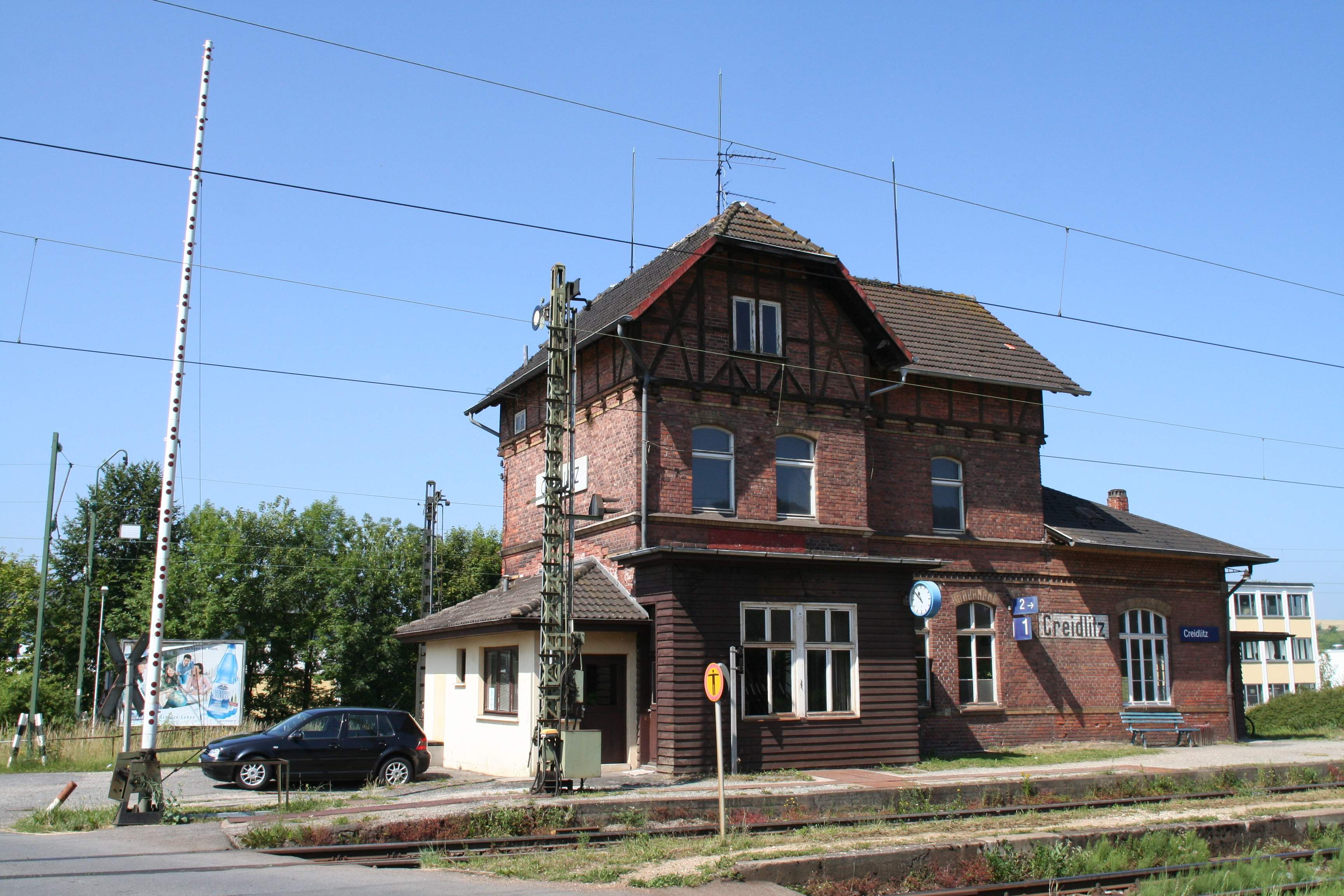
Bahnhof Creidlitz mit Streckengleis nach Lichtenfels (2006)

Der Bahnhof Creidlitz liegt am südlichen Ende Coburgs an der Werrabahn bei Kilometer 134,77 zwischen dem Bahnhof Coburg und der Haltestelle Grub am Forst. Der Bahnhof ist trotz zweier Bahnsteige heute eher unbedeutend, da hier nur die Regionalbahnen nach Coburg sowie in Gegenrichtung nach Lichtenfels halten. Sie fahren planmäßig vom östlichen Hausbahnsteig 1 ab. Das Bahnhofsgebäude aus rotem Ziegelmauerwerk wurde Ende des 19. Jahrhunderts errichtet. Aufgrund seines Alters zählt es zu den bedeutsamen Bahnhofsgebäuden im Coburger Land und steht unter Denkmalschutz. Im Zuge des Baus der Itzgrundbahn nach Rossach folgte im Jahr 1900 die Errichtung des Keilbahnhofs mit zwei Bahnsteigen, der 1911 mit dem Bau des zweiten Streckengleises nach Coburg noch einmal um einen Bahnsteig erweitert wurde. Auf der östlichen Seite verlaufen die zwei Gleise der Werrabahn, auf der westlichen das Gleis der Itzgrundbahn sowie parallel dazu ein zweites Gleis für den Güterschuppen. 1950 wurde der Bahnhof einschließlich des Abzweiges nach Rossach elektrifiziert. Im Jahr 2004 erfolgte die Stilllegung der Strecke nach Rossach. Da der Streckenabschnitt Richtung Lichtenfels eingleisig ist, finden in dem Bahnhof öfters Zugkreuzungen statt. Der Bahnhof hatte bis 2016 noch Formsignale und manuell bediente Bahnschranken. Im Rahmen des zweigleisigen Ausbaus der Strecke zur Verbindungskurve Niederfüllbach wurden die Formsignale durch moderne Ks-Signale ersetzt. Diese werden durch ein neues, vom Stellwerk Coburg gesteuertes Stellwerk gesteuert. Die manuelle Schrankenanlage wurde im November 2017 durch eine motorbetriebene ersetzt. Eine am Bahnhof geplante Straßenunterführung im Bereich Creidlitzer Straße und eine Geh- und Radwegunterführung im Bereich Fabrikweg kam aufgrund unzureichender Planfeststellungsunterlagen nicht zur Ausführung.
Neben dem Bahnhof liegt die gleichnamige Bushaltestelle Creidlitz/Bahnhof, die von einer Linie des Stadtbusses sowie von mehreren Bussen des OVF bedient wird. Im Rahmen des Ausbaus zum Anschluss des Coburger Bahnhofs an die Schnellfahrstrecke Nürnberg–Erfurt sollte das denkmalgeschützte Bahnhofsgebäude abgerissen und ein neuer Haltepunkt errichtet werden. Im Jahr 2023 wurde nur der Hausbahnsteig am Gleis 1 komplett erneuert und Richtung Norden verschoben.

## Haltepunkt Coburg Nord

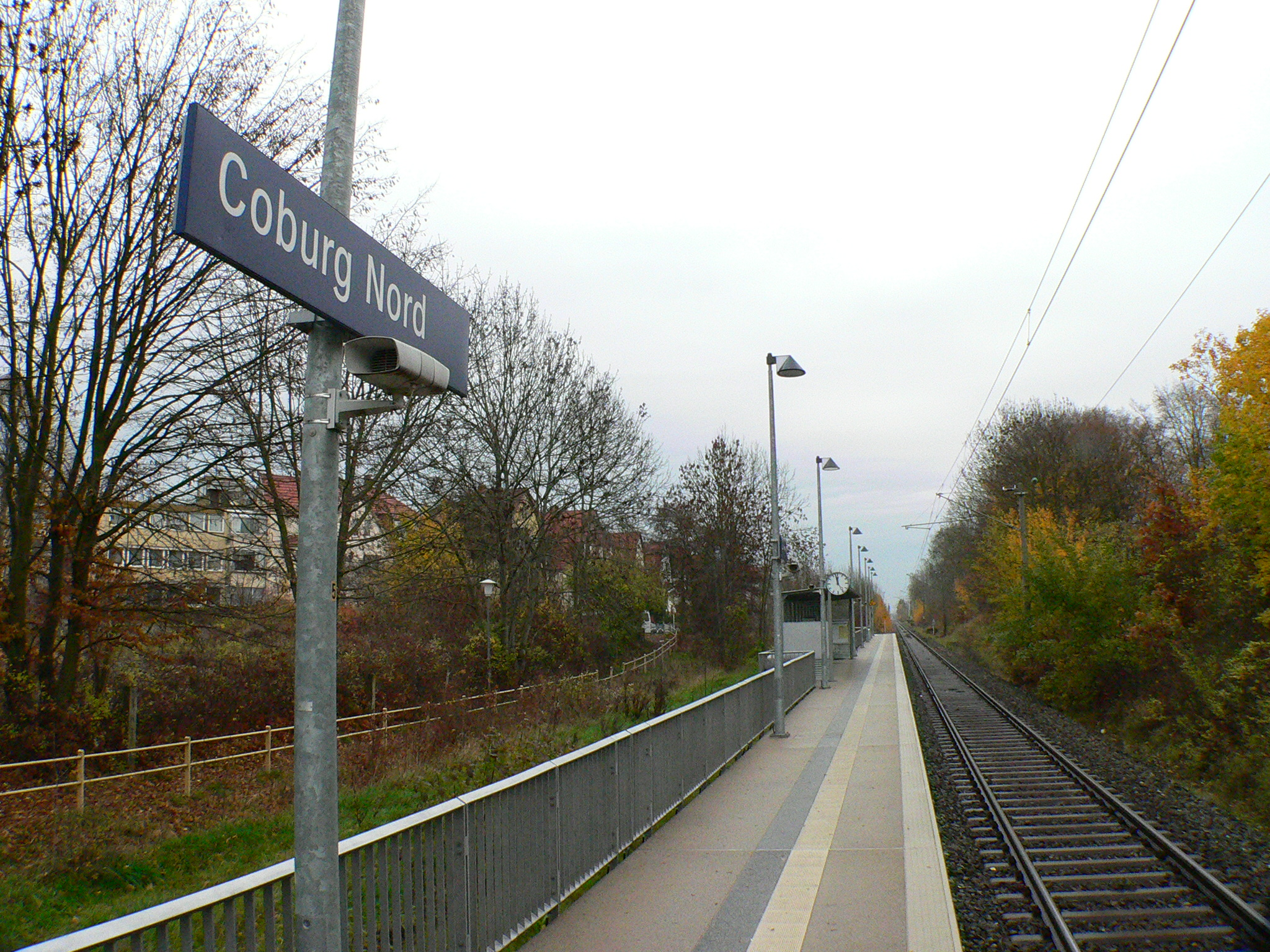
Haltepunkt Coburg-Nord

Der Haltepunkt Coburg Nord liegt zwischen dem Bahnhof Coburg und dem Haltepunkt Dörfles-Esbach bei Streckenkilometer 1,3 der Bahnstrecke Coburg–Ernstthal am Rennsteig. Er wurde auf der Trasse der hier unterbrochenen Strecke nach Eisfeld errichtet und zusammen mit der Station Rödental-Mitte am 11. Dezember 2005 in Betrieb genommen. Der Bahnsteig ist 140 m lang und befindet sich direkt hinter dem Coburger Finanzamt an der Rodacher Straße.

## Haltepunkt Coburg-Neuses
Der Haltepunkt Coburg-Neuses liegt zwischen dem Bahnhof Coburg und dem Haltepunkt Wiesenfeld bei Streckenkilometer 1,99. Die Station war früher Bahnhof, wurde aber zum Haltepunkt abgestuft. Es verkehren im Stundentakt Züge der agilis auf der Strecke Coburg–Bad Rodach. Neben dem durchgehenden Hauptgleis am Bahnsteig gibt es das Nebengleis mit einem Gleisanschluss ins Müllheizkraftwerk. Die Station hat eine eher geringe Bedeutung, da nach Neuses auch sehr gute Busverbindungen existieren. Das Bahnhofsgebäude ist seit 1999 Vereinsheim der Eisenbahnfreunde Steinachtalbahn-Coburg e. V.

## Haltepunkt Coburg-Beiersdorf

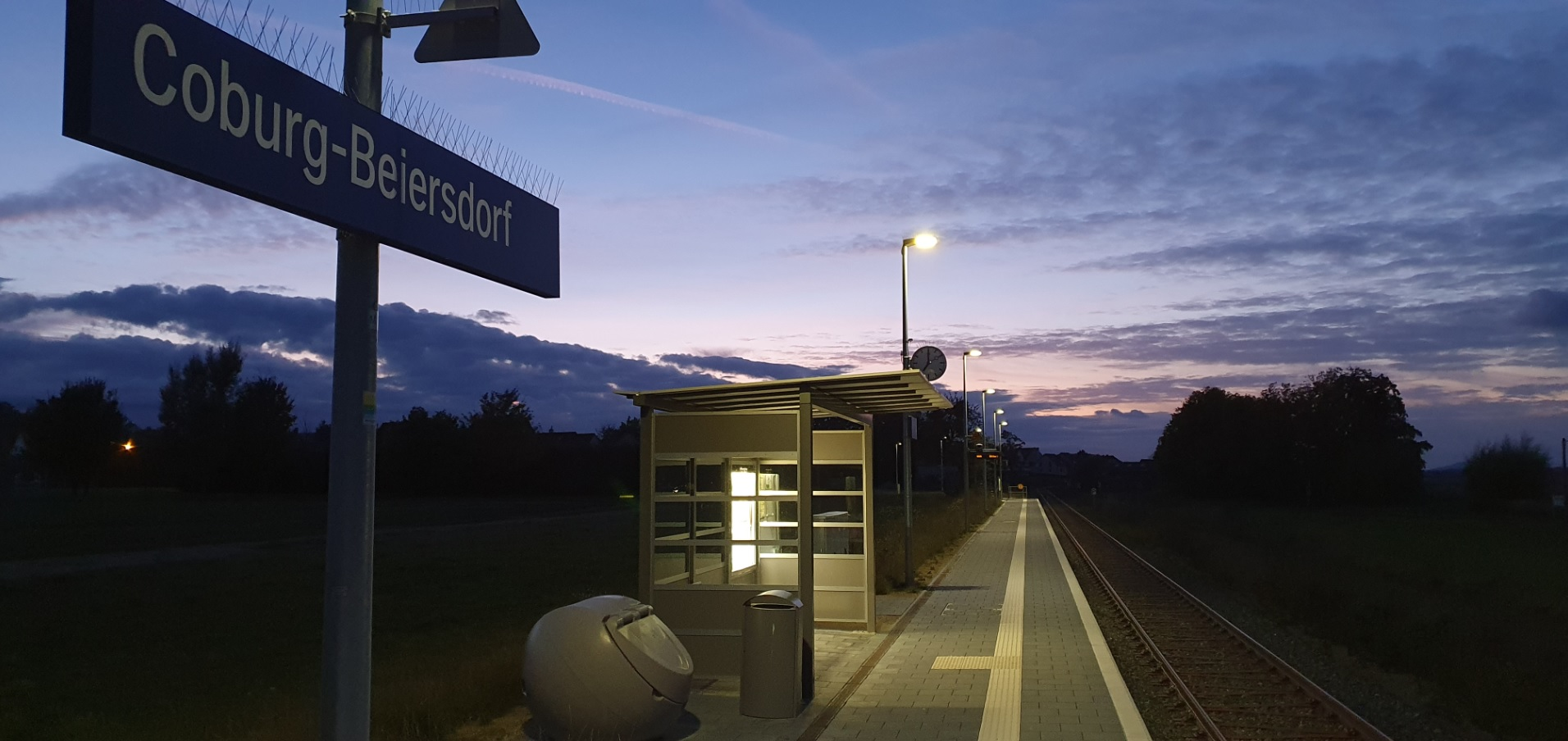
Haltepunkt Coburg-Beiersdorf

Der ursprüngliche Haltepunkt in Beiersdorf an der Bahnstrecke Coburg–Bad Rodach wurde aufgrund zu geringer Fahrgastzahlen und einer ausreichenden Busanbindung des Stadtteils im Jahr 1983 geschlossen. Im Rahmen der „Stationsoffensive Bayern“, bei der bis zum Jahr 2023 bayernweit 40 neue Haltepunkte geschaffen werden sollen, entstand im Stadtteil 2020 erneut ein Bahnhaltepunkt. Seit dem Fahrplanwechsel am 13. Dezember 2020 halten wieder Züge in Beiersdorf. Die Deutsche Bahn rechnet mit 160 Ein- und Aussteigern pro Tag. Die Unterzeichnung des Bauvertrags für den 110 m langen und 55 cm hohen Bahnsteig wurde am 9. April 2020 bekannt. Die Baukosten von rund 1,1 Millionen Euro teilten sich der Freistaat Bayern (75 %) und DB Station&Service (25 %).

## Güterbahnhof
Coburg Güterbahnhof liegt südlich des Personenbahnhofs bei Streckenkilometer 131,94 der Werrabahn.